# Sarah Solemani
Sarah Solemani (Camden, 4 settembre 1982) è un'attrice britannica.

## Filmografia parziale

### Cinema
- Lady Henderson presenta (Mrs Henderson Presents), regia di Stephen Frears (2005)
- Hector, regia di Jake Gavin (2015)
- The Bad Education Movie, regia di Elliot Hegarty (2015)
- Bridget Jones's Baby, regia di Sharon Maguire (2016)
- La leggendaria Dolly Wilde (How to Build a Girl), regia di Coky Giedroyc (2019)
- Greed - Fame di soldi (Greed), regia di Michael Winterbottom (2019)
- Bridget Jones - Un amore di ragazzo (Bridget Jones: Mad About the Boy), regia di Michael Morris (2025)

### Televisione
- Roman's Empire - serie TV, 5 episodi (2007)
- Suburban Shootout - serie TV, 3 episodi (2007)
- Psychoville - serie TV, 3 episodi (2011)
- Him & Her - serie TV, 25 episodi (2010-2013)
- The Wrong Mans - serie TV, 10 episodi (2013-2014)
- The Five - serie TV, 10 episodi (2016)
- No Offence - serie TV, 7 episodi (2017)
- Chivalry - serie TV, 6 episodi (2022)
- Bad Education - serie TV, 20 episodi (2012-2022)